# Saint-Maugan
Saint-Maugan è un comune francese di 578 abitanti situato nel dipartimento dell'Ille-et-Vilaine nella regione della Bretagna.

## Società

### Evoluzione demografica
Abitanti censiti